# Rocco Valenti
Umberto Valenti, beter bekend onder het pseudoniem Rocco Valenti (Napels, 1895 - New York, 11 augustus 1922) was een lid van Camorra.

## Biografie
Valenti werd rond 1910 lid van de Napolitaanse Navy Street Gang dat opereerde in Brooklyn. Op 20 juli 1916 hielp Valenti, samen met mede bendelid Nick Sassi, de criminelen George "Lefty" Esposito, Tom Pagano, en Giuseppe Verizzano ontsnappen nadat deze Joe DeMarco en Charles Lombardi vermoord hadden. Op 7 september 1916 werd Valenti gearresteerd in een poolcafé voor het dragen van een verboden wapen. Zijn arrestatie kwam enkele uren nadat bij een schietpartij Nicholas Morello en Charles Ubriaco werden doodgeschoten. Valenti werd echter zonder aanklacht vrijgelaten. Op 26 januari 1918 werd Valenti gearresteerd wegens betrokkenheid bij de moorden op DeMarco en Lombardi. Na tien maanden celstraf werd Valenti in november 1918 vrijgelaten. In maart 1919 getuigde Valenti in een rechtszaak tegen Charles Giordano.

## Het einde
Tijdens het einde van de Maffia–Camorra Oorlog in 1918 was Valenti een van de beste schutters van de Camorra. Valenti werd verdacht van minstens twintig moorden in New York. Bij het begin van de drooglegging maakte het niet meer uit of je Siciliaan of Napolitaan was en begon Valenti veelvuldig klussen uit te voeren voor de Amerikaanse maffia. Op 10 mei 1922 probeerden Valenti en Silva Tagliagamba, na de opdracht te hebben gekregen van Giuseppe Morello, de machtige maffiabaas Giuseppe "Joe the Boss" Masseria om te leggen. De aanslag mislukte en Tagliagamba raakte dodelijk gewond. Op 9 augustus 1922 nam Valenti Masseria onder vuur op Second Avenue. Valenti doodde beiden lijfwachten, echter wist Masseria via een lokale hoedenmakerij te ontvluchten.
Morello had echter nooit toestemming gegeven voor een tweede moordpoging en keerde zich tegen Valenti. Op 11 augustus 1922 hadden Morello en Masseria afgesproken met Valenti in een restaurant op Twelfth Street. Toen Valenti aankwam bij het restaurant werd hij echter opgewacht door drie huurmoordenaars. Tijdens de schotenwisseling die ontstond raakte een achtjarig meisje en een straatveger gewond. Valenti probeerde te vluchten door op een rijdende taxi te springen maar werd vervolgens, voor huisnummer 233, van dichtbij doodgeschoten door een van de drie schutters; Charles "Lucky" Luciano.